# Дмитриев, Виктор Яковлевич
Виктор Яковлевич Дмитриев (14 декабря 1934, село Старая Покровка, Воронежская область — 8 декабря 1999, Лиски, Воронежская область) — передовик производства, осмотрщик вагонов железнодорожного депо города Георгиу-Деж. Герой Социалистического Труда (1986). Почётный гражданин города Лиски и Лискинского района.

## Биография
Родился 14 декабря 1934 года в крестьянской семье в селе Старая Покровка Лискинского района (ныне — в составе города Лиски).
В 1953 году начал трудовую деятельность слесарем и осмотрщиком вагонов в железнодорожном депо города Георгиу-Деж. За выдающиеся достижения в трудовой деятельности и перевыполнение плана 11-й пятилетки был удостоен в 1986 году звания Героя Социалистического Труда.
Проработал в депо до 1989 года.

## Награды
- Герой Социалистического Труда — указом Президиума Верховного Совета СССР от 3 июля 1986 года
- Орден Ленина